# Primera División (Argentinien) 1932
Die Primera División 1932 war die 2. Spielzeit der argentinischen Fußball-Liga Primera División. Begonnen hatte die Saison am 13. März 1932. Der letzte Spieltag war der 13. November 1932. River Plate beendeten die Saison als Meister und wurde damit Nachfolger der Boca Juniors.

## Abschlusstabelle
| Pl. | Verein                    | Sp. | S  | U  | N  | Tore    | Diff. | Punkte |
| --- | ------------------------- | --- | -- | -- | -- | ------- | ----- | ------ |
| 1.  | River Plate               | 34  | 22 | 6  | 6  | 081:430 | +38   | 50     |
| 2.  | CA Independiente          | 34  | 22 | 6  | 6  | 069:400 | +29   | 50     |
| 3.  | Racing Club               | 34  | 20 | 9  | 5  | 058:260 | +32   | 49     |
| 4.  | Boca Juniors (M)          | 34  | 20 | 6  | 8  | 077:430 | +34   | 46     |
| 5.  | CA San Lorenzo de Almagro | 34  | 17 | 11 | 6  | 083:440 | +39   | 45     |
| 6.  | Estudiantes de La Plata   | 34  | 16 | 8  | 10 | 080:620 | +18   | 40     |
| 7.  | Gimnasia y Esgrima LP     | 34  | 15 | 7  | 12 | 078:590 | +19   | 37     |
| 8.  | CA Vélez Sársfield        | 34  | 15 | 7  | 12 | 047:520 | −5    | 37     |
| 9.  | CA Huracán                | 34  | 14 | 7  | 13 | 058:580 | ±0    | 35     |
| 10. | CA Platense               | 34  | 13 | 9  | 12 | 055:630 | −8    | 35     |
| 11. | Ferro Carril Oeste        | 34  | 13 | 7  | 14 | 064:590 | +5    | 33     |
| 12. | Quilmes AC                | 34  | 13 | 6  | 15 | 050:670 | −17   | 32     |
| 13. | Chacarita Juniors         | 34  | 12 | 7  | 15 | 074:730 | +1    | 31     |
| 14. | Argentinos Juniors        | 34  | 6  | 11 | 17 | 040:650 | −25   | 23     |
| 15. | CA Lanús                  | 34  | 6  | 6  | 22 | 037:730 | −36   | 18     |
| 16. | CA Talleres               | 34  | 5  | 7  | 22 | 044:740 | −30   | 17     |
| 17. | CA Tigre                  | 34  | 5  | 7  | 22 | 049:940 | −45   | 17     |
| 18. | Club Atlético Atlanta     | 34  | 6  | 5  | 23 | 031:800 | −49   | 17     |

| (M) | Vorjahres-Meister |

## Meisterschaftsendspiel
|             | Ergebnis |                  |
| ----------- | -------- | ---------------- |
| River Plate | 3:0      | CA Independiente |

River Plate gewann durch Tore von Ferreyra, Peucelle und Zatelli mit 3:0 und wurde Meister.

## Meistermannschaft
| River Plate | |
|             | Mario Artel, Roberto Basílico, Camilo Bonelli, Emilio Castro, Alberto Cuello, Manuel Dañil, Bernabé Ferreyra, Jorge Iribarren, Juan Carlos Iribarren, Pedro Lago, Nazareno Luna, Esteban Malazzo, Carlos Peucelle, Sebastián Sirni, Carlos Santamaría, Aarón Wergifker, Ricardo Zatelli Trainer: Víctor Caamaño |

## Torschützenliste
| Pl. | Nat.        | Spieler           | Verein           | Tore |
| --- | ----------- | ----------------- | ---------------- | ---- |
| 1   | Argentinien | Bernabé Ferreyra  | River Plate      | 43   |
| 2   | Argentinien | Hugo Lamanna      | CA Talleres      | 24   |
| 2   | Argentinien | Francisco Varallo | Boca Juniors     | 24   |
| 4   | Argentinien | Gabriel Magán     | CA San Lorenzo   | 22   |
| 4   | Argentinien | Manuel Seoane     | CA Independiente | 22   |